# Hematofagie
Hematofagia este procesul de hrănire al unui parazit (în general) prin atașarea acestuia de un țesut animal și absorbția de lichid din vasele sanguine.